# Schwestern Callot
Die Schwestern Callot oder auch Callot Soeurs waren vier französische Modeschöpferinnen, die im Jahre 1895 in Paris einen Modesalon eröffneten, der bis 1937 fortbestand. Beteiligt waren die Callot-Schwestern Marie Callot Gerber, Marthe Callot Bertrand, Regina Callot Tennyson-Chantrell und Joséphine Callot Crimont.

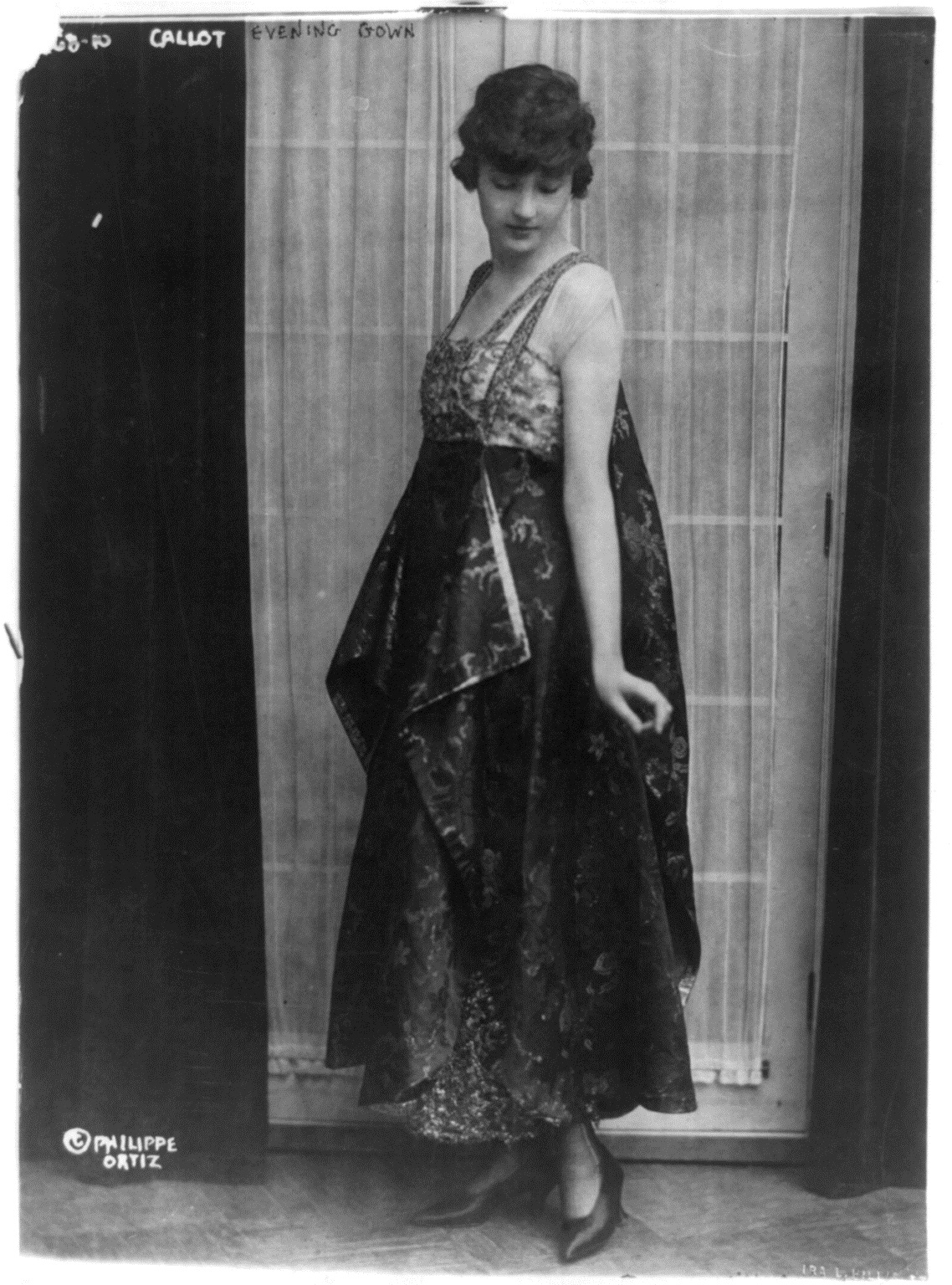
Robe des sœurs Callot, 1915–1920

Ihre Mode kennzeichnete sich durch einen üppigen Stil, ihre Kleider bestanden bevorzugt aus Seide und schweren Samt- oder Satinstoffen. Sie verarbeiteten antike Spitzen und Bordüren, Perlen und Federn in ihren Kleidern und waren die ersten, die Gold- und Silberlamé-Stoffe in ihren Collectionen verarbeiteten.
Eingang fanden die Schwestern Callot auch in die Weltliteratur. Marcel Proust erwähnt sie in seinem Roman Auf der Suche nach der verlorenen Zeit: Dort erklärt eine der Romanfiguren, dass außer ihnen, „die aber noch ein bißchen viel mit Spitze wirtschaften, Doucet, Chéruit und manchmal auch Paquin“ es nur schauderhafte Couturiers gäbe.